# Draft WNBA 2016
Il Draft WNBA 2016 fu il ventesimo draft tenuto dalla WNBA e si svolse il 14 aprile 2016 alla Mohegan Sun Arena a Uncasville, nel Connecticut.
|  | Giocatrici selezionate per l'all-star game WNBA |

## Primo giro
| Scelta | Giocatrice           | Nazionalità | Squadra WNBA                                | College/Squadra di club |
| ------ | -------------------- | ----------- | ------------------------------------------- | ----------------------- |
| 1      | Breanna Stewart      | Stati Uniti | Seattle Storm                               | UConn Huskies           |
| 2      | Moriah Jefferson     | Stati Uniti | San Antonio Stars                           | UConn Huskies           |
| 3      | Morgan Tuck          | Stati Uniti | Connecticut Sun                             | UConn Huskies           |
| 4      | Rachel Banham        | Stati Uniti | Connecticut Sun (da Atlanta)                | Minnesota Gophers       |
| 5      | Aerial Powers        | Stati Uniti | Dallas Wings (da Los Angeles)               | MSU Spartans            |
| 6      | Jonquel Jones        | Bahamas     | Connecticut Sun (da Dallas via Los Angeles) | GW Revolutionaries      |
| 7      | Kahleah Copper       | Stati Uniti | Washington Mystics                          | Rutgers S. Knights      |
| 8      | Courtney Williams    | Stati Uniti | Phoenix Mercury                             | South Florida Bulls     |
| 9      | Tiffany Mitchell     | Stati Uniti | Indiana Fever                               | S.C. Gamecocks          |
| 10     | Imani McGee-Stafford | Stati Uniti | Chicago Sky                                 | Texas Longhorns         |
| 11     | Bria Holmes          | Stati Uniti | Atlanta Dream (da Minnesota)                | WV Mountaineers         |
| 12     | Adut Bulgak          | Canada      | New York Liberty                            | Fl. State Seminoles     |

## Secondo giro
| Scelta | Giocatrice      | Nazionalità | Squadra WNBA                                      | College/Squadra di club |
| ------ | --------------- | ----------- | ------------------------------------------------- | ----------------------- |
| 13     | Rachel Hollivay | Stati Uniti | Atlanta Dream (da San Antonio)                    | Rutgers S. Knights      |
| 14     | Jazmon Gwathmey | Stati Uniti | Minnesota Lynx (da Seattle)                       | JMU Dukes               |
| 15     | Whitney Knight  | Stati Uniti | Los Angeles Sparks (da Connecticut)               | FGCU Eagles             |
| 16     | Courtney Walker | Stati Uniti | Atlanta Dream                                     | Texas A&M Aggies        |
| 17     | Jamie Weisner   | Canada      | Connecticut Sun (da Los Angeles)                  | Oregon St. Beavers      |
| 18     | Ruth Hamblin    | Canada      | Dallas Wings                                      | Oregon St. Beavers      |
| 19     | Lia Galdeira    | Stati Uniti | Washington Mystics                                | Wash. St. Cougars       |
| 20     | Jillian Alleyne | Stati Uniti | Phoenix Mercury                                   | Oregon Ducks            |
| 21     | Brene Moseley   | Stati Uniti | Indiana Fever                                     | Maryland Terrapins      |
| 22     | Bashaara Graves | Stati Uniti | Minnesota Lynx (da Chicago)                       | Tenn. L. Volunteers     |
| 23     | Brianna Butler  | Stati Uniti | Los Angeles Sparks (da Minnesota via Connecticut) | Syracuse Orange         |
| 24     | Ameryst Alston  | Stati Uniti | New York Liberty                                  | Ohio St. Buckeyes       |

## Terzo giro
| Scelta | Giocatrice         | Nazionalità | Squadra WNBA       | College/Squadra di club |
| ------ | ------------------ | ----------- | ------------------ | ----------------------- |
| 25     | Brittney Martin    | Stati Uniti | San Antonio Stars  | OSU Cowgirls            |
| 26     | Lexi Eaton         | Stati Uniti | Seattle Storm      | BYU Cougars             |
| 27     | Aliyyah Handford   | Stati Uniti | Connecticut Sun    | St. John's R. Storm     |
| 28     | Niya Johnson       | Stati Uniti | Atlanta Dream      | Baylor Bears            |
| 29     | Talia Walton       | Stati Uniti | Los Angeles Sparks | Wash. Huskies           |
| 30     | Shakena Richardson | Stati Uniti | Dallas Wings       | Seton Hall Pirates      |
| 31     | Danaejah Grant     | Stati Uniti | Washington Mystics | St. John's R. Storm     |
| 32     | Nirra Fields       | Canada      | Phoenix Mercury    | UCLA Bruins             |
| 33     | Julie Allemand     | Belgio      | Indiana Fever      | Castors Braine          |
| 34     | Jordan Jones       | Stati Uniti | Chicago Sky        | Texas A&M Aggies        |
| 35     | Temi Fagbenle      | Regno Unito | Minnesota Lynx     | USC Trojans             |
| 36     | Shacobia Barbee    | Stati Uniti | New York Liberty   | Georgia L. Bulld.       |